# Горошек четырёхсемянный
Горошек четырёхсемянный (лат. Vícia tetraspérma) — вьющееся однолетнее травянистое растение, вид рода Горошек семейства Бобовые (Fabaceae).
Растение со сложными парноперистыми листьями, заканчивающимися усиком, с мелкими бледно-лиловыми цветками, располагающимися на цветоносах по 1—2. Бобы содержат по четыре семени.

## Ботаническое описание

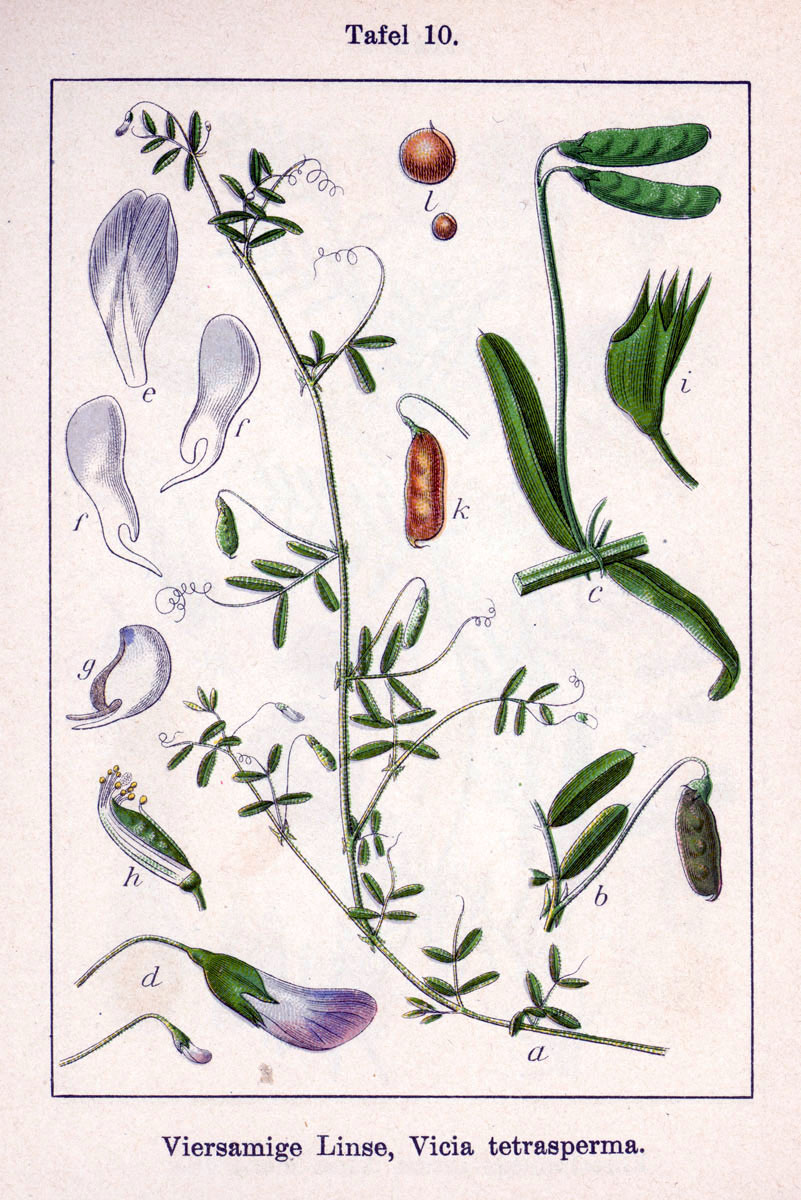

Однолетнее травянистое растение (10)20—50(120) см высотой, с сильно ветвистым слабым стеблем 2—3 мм толщиной, почти голым или рассеянно опушённым.
Листья парноперисто сложные, заканчивающиеся обыкновенно длинным ветвистым усиком, с 3—4(6—8) парами листочков. Прилистники 2—3 мм длиной, стреловидной или ланцетной формы, цельные, обыкновенно голые или же рассеянно опушённые. Листочки 5—20 мм длиной и 0,5—3 мм шириной, линейные или продолговатые, цельнокрайные, на конце притупленные, с коротким остроконечием, сверху голые, снизу рассеянно опушённые.
Цветки по 1—2 на цветоносах в пазухах листьев. Цветоножки 1 мм длиной, опушённые. Чашечка до 3 мм длиной, рассеянно волосистая, на одну треть рассечённая, зубцы её короче трубки, неравные. Венчик более, чем в два раза длиннее чашечки, 4—8 мм длиной. Флаг 3—4 мм шириной, обратнояйцевидный, на конце с едва заметной выемкой, голый, бледно-лиловый или светло-синий с синими прожилками. Крылья голые, эллиптические, длиннее лодочки. Лодочка эллиптически-ромбическая, голая, бледно-лиловая.
Бобы 9—16 мм длиной и 3—5 мм шириной, продолговатые, с притупленным концом, светло-коричневые, вмещающие, как правило, по 4 семени, реже по 3—5 семян почковидной или почти шаровидной формы, тёмно-коричневого цвета, 2—2,8 мм в диаметре.

## Распространение и экология
Широко распространённое по всей Европе, за исключением крайних северных районов, растение. Также распространено по всей Западной Сибири, на Кавказе, в Восточной Азии. Занесено в Северную Америку, где также широко распространилось.
Встречается как сорное растение на поливных и богарных посевах, реже по опушкам лесов, полянах и в кустарниках. Хорошо распространяется путём разноса семян животными. Цветки приспособлены к самоопылению и перекрестному опылению с помощью насекомых.

## Значение и применение
Хорошо поедается всеми сельскохозяйственными животными весной и летом. Осенью поедается верблюдами. Отлично поедается в сене. Семена пригодны в корм скоту.

## Классификация

### Таксономия
Vicia tetrasperma (L.) Schreb., 1771, Spic. Fl. Lips.: 26
Вид Горошек четырёхсемянный относится к роду Горошек (Vicia) подсемейства Мотыльковые (Papilionoideae) семейства Бобовые (Fabaceae) порядка Бобовоцветные (Fabales). Таксономическая схема в соответствии с Системой APG IV по состоянию на декабрь 2023 года:
|  |                                      |  |                                   |                                   |                   |  | ещё 3 семейства | ещё 3 семейства   |                          |  |  |  | еще 523 рода                                                    | еще 523 рода            |  |  |
|  |                                      |  |                                   |                                   |                   |  | ещё 3 семейства | ещё 3 семейства   |                          |  |  |  | еще 523 рода                                                    | еще 523 рода            |  |  |
|  |                                      |  |                                   | порядок Бобовоцветные             |                   |  |                 |                   | подсемейство Мотыльковые |  |  |  |                                                                 | Горошек четырёхсемянный |  |  |
|  |                                      |  |                                   | порядок Бобовоцветные             |                   |  |                 |                   | подсемейство Мотыльковые |  |  |  |                                                                 | Горошек четырёхсемянный |  |  |
|  | отдел Цветковые, или Покрытосеменные |  |                                   |                                   | семейство Бобовые |  |                 |                   | род Горошек              |  |  |  |                                                                 |                         |  |  |
|  | отдел Цветковые, или Покрытосеменные |  |                                   |                                   |                   |  |                 |                   |                          |  |  |  |                                                                 |                         |  |  |
|  |                                      |  | ещё 63 порядка цветковых растений | ещё 63 порядка цветковых растений |                   |  |                 | еще 5 подсемейств | еще 5 подсемейств        |  |  |  | еще 296 подтвержденных видов и 52 вида, ожидающих подтверждения |                         |  |  |
|  |                                      |  |                                   | ещё 63 порядка цветковых растений |                   |  |                 |                   | еще 5 подсемейств        |  |  |  |                                                                 |                         |  |  |

### Синонимы
- Cicer tetraspermum (L.) Vest
- Ervilia tetrasperma (L.) Opiz
- Ervum glabrum Gilib.
- Ervum monanthos Georgi
- Ervum soloniense Thuill.
- Ervum tetragonum Höfft
- Ervum tetraspermum L.basionym
- Ervum tetraspermum var. gracile Klett & Richt.
- Ervum tetraspermum var. tenue Wahlenb.
- Ervum tetraspermum var. tenuifolium Fr.
- Lathyrus monanthos Baumg.
- Vicia agrestis Scheele
- Vicia gemella Crantz
- Vicia pusilla Muhl. ex Willd.
- Vicia tetrasperma subsp. eutetrasperma Briq.
- Vicia tetrasperma var. gracilis (Loisel.) Asch. & Graebn.
- Vicia tetrasperma var. major Gray
- Vicia tetrasperma var. tetrasperma